# Duhovnik (priimek)
Duhovnik je redkejši priimek v Sloveniji, ki je ga po podatkih Statističnega urada Republike Slovenije na dan 1. januarja 2010 uporabljalo 35 oseb in je med vsemi priimki po pogostosti uporabe uvrščen na 9.436. mesto.

## Znani nosilci priimka
- Anton Duhovnik (1910—1945), duhovnik in funkcionar Slovenske legije
- Janez Duhovnik (*1942), gradbenik, univerzitetni profesor
- Jože Duhovnik, (*1948), strojnik, univerzitetni profesor in politik
- Jože Duhovnik (1913—1996), rudarski strokovnjak (montanist), univerzitetni profesor
- Metka Duhovnik Kristan (1958—2017), dr. kemije, esperantistka...?